# Le Thuit-Signol
Le Thuit-Signol è un comune francese di 2 214 abitanti situato nel dipartimento dell'Eure nella regione della Normandia.

## Società

### Evoluzione demografica
Abitanti censiti